# Кичка (приток Осуги)
Кичка (в нижнем течении — Пагубица) — река в Тверской области России.
Протекает по территории Вышневолоцкого и Спировского районов. Исток — юго-западнее деревни Улиткино, впадает в реку Осугу в 5,3 км от её устья по левому берегу. Длина реки составляет 14 км.

## Данные водного реестра
По данным государственного водного реестра России относится к Верхневолжскому бассейновому округу, водохозяйственный участок реки — Тверца от истока (Вышневолоцкий гидроузел) до города Тверь, речной подбассейн реки — Волга до Рыбинского водохранилища. Речной бассейн реки — (Верхняя) Волга до Куйбышевского водохранилища (без бассейна Оки).
Код объекта в государственном водном реестре — 08010100512110000002253.